# Volksabstimmungen in der Schweiz 1921
Dieser Artikel bietet eine Übersicht der Volksabstimmungen in der Schweiz im Jahr 1921.
In der Schweiz fanden auf Bundesebene vier Volksabstimmungen statt, im Rahmen zweier Urnengänge am 30. Januar und 22. Mai. Dabei handelte es sich um je zwei Volksinitiativen und obligatorische Referenden.

## Abstimmungen am 30. Januar 1921

### Ergebnisse
| Nr. | Vorlage | Art | Stimm- berechtigte | Abgegebene Stimmen | Beteiligung | Gültige Stimmen | Ja      | Nein    | Ja-Anteil | Nein-Anteil | Stände | Ergebnis |
| --- | --- | --- | ------------------ | ------------------ | ----------- | --------------- | ------- | ------- | --------- | ----------- | ------ | -------- |
| 85  | Eidgenössische Volksinitiative «für die Unterstellung von unbefristeten oder für eine Dauer von mehr als 15 Jahren abgeschlossenen Staatsverträgen unter das Referendum (Staatsvertragsreferendum)» | VI  | 967'289            | 610'411            | 63,11 %     | 558'542         | 398'538 | 160'004 | 71,35 %   | 28,65 %     | 20:2   | ja       |
| 86  | Eidgenössische Volksinitiative «für die Aufhebung der Militärjustiz» | VI  | 967'289            | 610'411            | 63,11 %     | 591'847         | 198'696 | 393'151 | 33,57 %   | 66,43 %     | 3:19   | nein     |

### Staatsvertragsreferendum
Seit der Gründung des modernen Schweizer Bundesstaates waren Vertragsabschlüsse mit anderen Ländern die alleinige Kompetenz von Bundesrat und Parlament. Somit waren sie jeglicher Kontrolle durch das Volk entzogen, was wiederholt auf Kritik stiess. Die Auseinandersetzung um den Gotthardvertrag, die in breiten Protesten und einer Petition mündete, bewog im Jahr 1913 das Comité vaudois d’action contre la Convention du Gothard dazu, eine Volksinitiative einzureichen. Die überwiegend aus dem Kanton Waadt stammenden Initianten wollten mit der Einführung der neuen Referendumsmöglichkeit erreichen, dass das Volk auch über unbefristete oder mindestens 15 Jahre gültige Staatsverträge abstimmen durfte. Anfänglich stellte sich der Bundesrat vehement gegen dieses Anliegen und sah die internationale Stellung der Schweiz in Gefahr. Wegen des Ersten Weltkriegs konnte die Initiative jahrelang nicht weiterbehandelt werden. 1919 war die Regierung ihr gegenüber jedoch deutlich aufgeschlossener und präsentierte sogar einen Gegenentwurf. 1920 sprach sich das Parlament für die Initiative aus, während es den Gegenentwurf zurückwies. Unterstützung erhielt das Waadtländer Komitee von fast allen Parteien, während die wenigen Gegner nur vereinzelt in Erscheinung traten. Das Staatsvertragsreferendum sei die logische Fortentwicklung des demokratischen Staatsgedankens und schütze auf diese Weise gewichtige Interessen der Minderheiten. Mehr als zwei Drittel der Stimmberechtigten nahmen die Volksinitiative an, eine Nein-Mehrheit gab es nur in den Kantonen Uri und Thurgau.

### Aufhebung der Militärjustiz

Abstimmungsplakat von Hans Beat Wieland

Angesichts der während des Ersten Weltkriegs immer lauter werdenden Kritik an der Militärjustiz lancierte die SP im Februar 1916 eine Volksinitiative, die deren Abschaffung verlangtre. Kurz darauf gab der Bundesrat einen Vorentwurf für eine Revision des ohnehin reformbedürftigen Militärstrafgesetzes in Auftrag. Zur Initiative nahm er Ende 1918 ablehnend Stellung, zeigte aber Verständnis für das weit verbreitete Unbehagen gegenüber der Militärjustiz. Zudem sei die Zuständigkeit der Militärgerichte bei Zivilpersonen schon 1915 per Verordnung eingeschränkt worden und das geplante neue Gesetz würde eine noch klarere und engere Grenze ziehen. Das Parlament empfahl die Initiative ebenfalls zur Ablehnung. Neben der SP unterstützte nur der Grütliverein die Vorlage (mit Ausnahme der Zürcher Sektion), während alle anderen Parteien sich dagegen aussprachen. Sie warfen den Sozialdemokraten vor, mit der Initiative die Abschaffung der Armee und letztlich den sozialistischen Umsturz herbeiführen zu wollen. Ausserdem werde das neue Militärstrafgesetz die meisten kritisierten Missstände beheben. Nur knapp ein Drittel aller Stimmberechtigten befürworteten die Initiative, Ja-Mehrheiten resultierten lediglich in den Kantonen Genf, Neuenburg und Tessin.

## Abstimmungen am 22. Mai 1921

### Ergebnisse
| Nr. | Vorlage | Art | Stimm- berechtigte | Abgegebene Stimmen | Beteiligung | Gültige Stimmen | Ja      | Nein    | Ja-Anteil | Nein-Anteil | Stände | Ergebnis |
| --- | --- | --- | ------------------ | ------------------ | ----------- | --------------- | ------- | ------- | --------- | ----------- | ------ | -------- |
| 87  | Bundesbeschluss betreffend Aufnahme eines Art. 37bis in die Bundesverfassung (Automobil- und Fahrradverkehr) | OR  | 969'525            | 373'921            | 38,56 %     | 345'173         | 206'297 | 138'876 | 59,77 %   | 40,23 %     | 15½:6½ | ja       |
| 88  | Bundesbeschluss betreffend Aufnahme eines Artikels 37ter in die Bundesverfassung (Luftschifffahrt)           | OR  | 969'522            | 372'187            | 38,38 %     | 338'390         | 210'447 | 127'943 | 62,19 %   | 37,81 %     | 20½:1½ | ja       |

### Automobil- und Fahrradverkehr
Angesichts der steigenden Zahl der Automobile entstand das Bedürfnis, den Strassenverkehr auf Bundesebene gesetzlich zu regeln. 1910 präsentierte der Bundesrat den ersten Entwurf für einen entsprechenden Verfassungsartikel. Damals waren auf den Schweizer Strassen rund 7000 Motorfahrzeuge in Verkehr. Aufgrund föderalistischer Bedenken weigerte sich der Ständerat dreimal, auf die Vorlage einzutreten und gab seinen Widerstand erst 1921 auf, als der Nationalrat den Kantonen Zugeständnisse machte. Mit dem neuen Artikel 37bis der Bundesverfassung sollte der Bund die Befugnis erhalten, Vorschriften über Automobile und Fahrräder aufzustellen. Im Gegenzug duldete der Bund das Automobilverbot im Kanton Graubünden, das bis 1925 in Kraft blieb. Gegen die Vorlage machte sich kaum organisierte Opposition bemerkbar; die Befürworter bewerteten sie als ausgewogenen Kompromiss zwischen kantonalen Hoheitsinteressen und der Notwendigkeit, die Unzulänglichkeiten der kantonalen Regeln zu überwinden. Knapp drei Fünftel der Stimmberechtigten genehmigten die Verfassungsänderung.

### Luftschifffahrt
Zusammen mit dem Strassenverkehrsartikel erarbeitete der Bundesrat auch eine gesetzliche Grundlage für den Luftverkehr. Zunächst war nur eine Vorlage vorgesehen, doch dann entschied der Bundesrat, separat über die Luftfahrt abstimmen zu lassen. Die Zustimmung zum Luftfahrtsartikel fiel im Vergleich zum ähnlich gelagerten Strassenverkehrsartikel etwas deutlicher aus.